# Premier Guitar
Premier Guitar és una revista mensual de música dedicada a guitarristes. Cada edició conté entrevistes originals, àlbums i partitures de guitarra i baix. La revista es publica tretze vegades a l'any (dotze edicions mensuals i una edició de vacances).
La revista va debutar al juliol de 2007. En els seus 10 anys d'història, Premier Guitar ha publicat entrevistes d'alguns dels guitarristes més influents del rock, incloent a Pete Townshend (The Who), Ron Wood (Rolling Stones), Joe Perry (Aerosmith), Guthrie Govan, Brent Hinds i Bill Kelliher (Mastodon), Dave Mustaine i Chris Broderick (Megadeth) i lutier Yuri Landman.